# سعد دحلب
سعد دحلب (1919 ولاية تيارت - 2000 عين النعجة، الجزائر العاصمة) من الشخصيات البارزة في الحكومة الجزائرية المؤقتة وأحد المسؤولين في الثورة التحريرية ضد الاستعمار الفرنسي للجزائر وفي الحكومة الجزائرية في السنوات الأولى للاستقلال.

## نشأة
ولد بالرشايقة منطقة بن حماد ولاية تيارت سنة 1919، زاول دراسته في مسقط رأسه، بعدها انتقل إلى المدية ومنها إلى البليدة أين تحصّل على شهادة البكالوريا 1939-.1940 التحق بالحياة العملية كموظف في مصلحة الضرائب، استدعي للتجنيد في المدرسة العسكرية بشرشال أين تخرّج منها برتبة عريف.

### نضاله قبل الثورة
كان سعد دحلب دائم الإطلاع على الصحف الوطنية الصادرة آنذاك وخاصة جريدة الأمة لسان حال نجم شمال إفريقيا، وجريدة الأمة العربية لصاحبها شكيب أرسلان. كتب أول مقال سياسي في صحيفة الأمة تحت عنوان «أنتم الخناجر» تناول فيه معاناة المجتمع الجزائري.
بعد انقضاء مدة تجنيده انضم إلى حزب الشعب الجزائري عام 1944 فرع قصر الشلالة وشارك في مؤتمر أحباب البيان والحرية الذي انعقد في مارس 1945 بالعاصمة إلى أن ألقت عليه السلطات الاستعمارية القبض يوم 18 أبريل وبقي في السجن إلى غاية أوت 1946 .شارك في انتخابات 1947 كممثل للحزب في قصر الشلالة وانتخب عضوا في اللجنة المركزية لحركة الانتصار للحريات الديمقراطية في مؤتمر أفريل 1953 أين انفجرت أزمة الحزب التي قال في شأنها:«إنّ جوهر الخلاف يكمن في الاختلاف بين جيلين من الإطارات، الرعيل الأول وفي مقدمتهم مصالي والرعيل الثاني وفي مقدمتهم بعض الجامعيين، كما يكمن أيضا في التباين بين مستويين في رؤية الأحداث ومعالجتها».

### نشاطه أثناء الثورة
كان سعد دحلب من ضمن مناضلي الحركة الوطنية الذين مستهم اعتقالات السلطات الفرنسية غداة اندلاع الثورة، حيث أودع سجن بربروس وبقي فيه حتى ربيع 1955، بعدها التحق بصفوف جبهة التحرير الوطني في صيف نفس السنة.
وفي شهر فبراير من سنة 1956 قام بأول مهمة في إطار الجبهة حيث كلفه عبان رمضان ويوسف بن خدة بالاتصال بالمنطقتين الأولى والثانية بهدف الإعلام والتنسيق وقد التقى خلاله زيغود يوسف في المنطقة الثانية وكتب تقريرا شاملا عن هذه المهمة نشره في جريدة المقاومة الجزائرية تحت عنوان «عائدا من الجبل»، وبسبب هذه المهمة اعتقل بالقرب من المدية ولم يطلق سراحه إلا في خريف 1956 .لم يشارك في مؤتمر الصومام.
عين عضوا في لجنة التنسيق والتنفيذ الأولى مكلّفا بالإعلام والتوجيه. انتقل إلى المغرب عبر الولاية الخامسة مع عبان رمضان بعد استشهاد البطل العربي بن مهيدي بعد أن نقل مقر قيادة لجنة التنسيق والتنفيذ إلى الخارج. بعد تنحيته من هذه اللجنة أصبح نائبا لفرحات عباس، عين بعدها عضوا في الحكومة المؤقتة للجمهورية الجزائرية حيث شغل خلالها عدة مناصب منها:
- نائبا لوزير الإعلام محمد يزيد في الحكومة المؤقتة الأولى.
- أمينا عاما لوزارة الخارجية في الحكومة المؤقتة الثانية مع كريم بلقاسم عام 1959.
- وزيرا للخارجية في الحكومة المؤقتة الثالثة 1961 ، شارك في مفاوضات ايفيان التي حددت مصير الجزائر.

## بعد الاعتزال
بعد اعتزاله العمل الحكومي، أسس دحلب داراً لنشر الكتب في العاصمة. يذكر أحد اصدقاءه أنه «الفقيد أصيب بانهيار بداية التسعينات، متأثراً بالأزمة الدموية التي ضربت البلاد». توفي سعد دحلب في 16 ديسمبر 2000 عن عمر يناهز 81 عاماً. وقد بعث الرئيس عبد العزيز بوتفليقة برسالة تعزية إلى عائلة الفقيد يشيد فيها بمناقب هذا «العلم البارز من اعلام ثورتنا»، ولم يخف تألمه لموت «هذا الرمز اللامع» الذي «قام بالواجب وأدى بسخاء ما لا يُحصى من جلائل الأعمال».
تحمل جامعة البليدة اسم المناضل سعد دحلب تخليدا لذكراه.

### مقالات ذات صلة
- اتفاقيات إيفيان
- حكومة جزائرية مؤقتة

### وصلات خارجية
- سعد دحلب - موقع منظمة المجاهدين الجزائرية.
- الذكرى العاشرة لرحيل المناضل سعد دحلب - جريدة المساء الجزائرية.
- (بالفرنسية) فيديو لسعد دحلب يتحدث فيها عن مشوار الجزائر لنيل استقلالها على يوتيوب